# Ситникова, Наталья Александровна
Наталья Александровна Ситникова (род. 22 марта 1978, Москва) — московская художница-абстракционист. Член-корреспондент РАХ (2019).

## Биография
Наталья Ситникова родилась в городе Москве в 1978 году. Родители Натальи — российские художники Александр Ситников и Ольга Булгакова. 
В 1989 году она поступила в Московский академический художественный лицей и проучилась в нём до 1996 года, после чего с 1996 по 2002 училась в Московском государственном художественном институте им. В. И. Сурикова. 
В 2002 году Наталья защитила диплом, что стало настоящим событием — для академического вуза абстрактные работы были в новинку, в том же году она пополнила ряды членов Московского союза художников, и организовала свою первую выставку в Государственном Русском музее в Санкт-Петербурге. Награды не заставили себя ждать и уже в 2003 году Наталья Александровна стала лауреатом молодёжной премии «Триумф».

## Выставки

### Персональные выставки
- 2002 — Персональная выставка. Государственный Русский музей, Санкт-Петербург.
- 2003 — Персональная выставка. Галерея Манеж, Москва.
- 2003 — Персональная выставка. Российская государственная библиотека, Москва.
- 2003 — «Проект АИС». Московский международный художественный салон. Центральный Дом художника, Москва. Московский музей современного искусства, Москва.
- 2004 — «Арт-Семинар. Триалог». Ольга Булгакова, Александр Ситников, Наталья Ситникова.
- 2006 — Персональная выставка. Галерея Mimi Ferzt, Нью-Йорк.
- 2006 — Персональная выставка. Центр современного искусства М’Арс, Москва.
- 2007 — Персональная выставка. Галерея HIART, Москва.
- 2008 — Видеопроект «Title Here». Наталья Ситникова, Анна Авраменко. Государственный центр современного искусства, Москва.
- 2011 — Персональная выставка. Агентство. Art Ru, Москва.
- 2012 — «Диалог с продолжением». Ольга Булгакова, Александр Ситников, Наталья Ситникова. Галерея на Чистых прудах, Москва.

### Групповые выставки
- 2001 — «Абстракция в России. XX век». Государственный Русский музей, Санкт-Петербург.
- 2003 — «Московская Абстракция». Государственная Третьяковская галерея, Москва.
- 2005 — Московская авторская печатная графика: 1961—2005 гг. Из коллекции Колодзей фонда. International Print Center, Нью-Йорк.
- 2006 — «Арт-Москва». 10-я международная художественная ярмарка. Центральный Дом художника, Москва.
- 2007 — «Новый Ангеларий». Московский музей современного искусства.
- 2008 — «Москва — Нью-Йорк. Сеанс одновременной игры». Из коллекции Колодзей русского и восточно-европейского искусства, Kolodzei Art Foundation (США), Челси музей, Нью-Йорк.
- 2008 — «Non objective». Галерея Mimi Ferzt, Нью Йорк.
- 2008 — «Арт-Москва». 12-я международная художественная ярмарка. Центральный Дом художника, Москва.
- 2008 — I московская международная биеннале молодого искусства. Государственная Третьяковская галерея, Москва.
- 2008 — «Власть Воды». Государственный Русский музей, Санкт-Петербург.
- 2009 — От нон-конформизма до феминизма: Русские женщины-художники из коллекции Фонда Колодзей русского и восточно-европейского искусства, Челси музей, Нью-Йорк.
- 2009 — Биеннале «Вода». Бад Брейсиг, Германия.
- 2009 — «Спальный район». Специальный проект 3-й московской биеннале современного искусства, Москва.
- 2011 — «Искажения. Земли». Агентство. Art Ru, Москва.
- 2011 — «Врата и Двери». Государственный Русский музей, Санкт-Петербург.
- 2011 — «Абстракция: от плоскости к объему». ГМИИ им. Пушкина, центр эстетического воспитания «Мусейон», Москва.
- 2011 — «Между объектом и вображением». Галерея Ковчег, Москва.
- 2012 — «Страховой случай». Галерея Ковчег, Москва.

## Коллекции
- Государственный Русский Музей.
- Музей Людвига в Государственном Русском Музее.
- Государственная Третьяковская Галерея.
- Московский музей современного искусства.
- Тобольский художественный музей.
- Музей Л.Толстого «Ясная Поляна».
- Музей московского академического художественного лицея.
- Kolodzei Art Foundation.